# Lieli (Hohenrain)
Lieli (toponimo tedesco) è una frazione di 211 abitanti del comune svizzero di Hohenrain, nel distretto di Hochdorf (Canton Lucerna).

## Storia

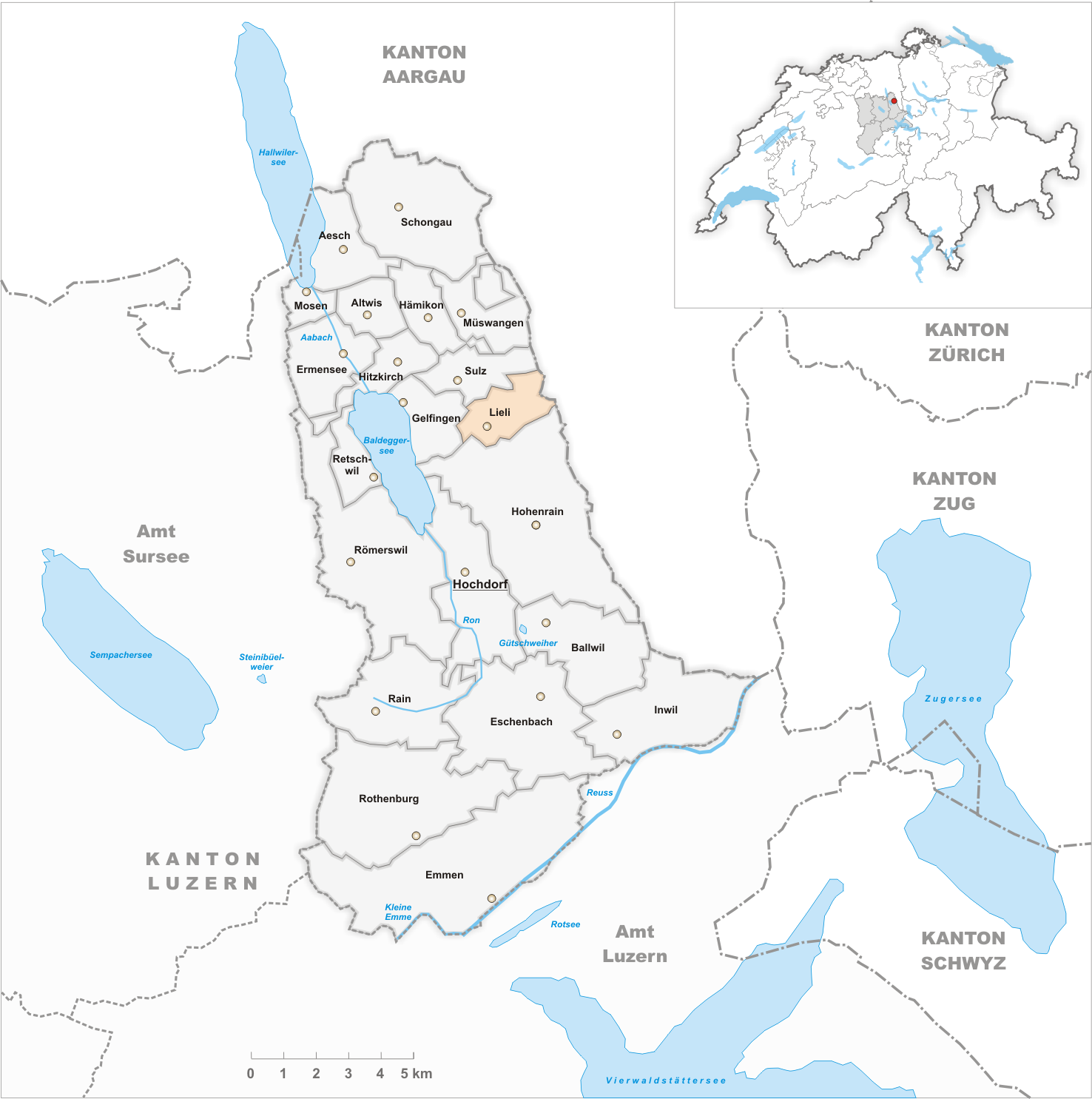
Il territorio del comune di Lieli prima degli accorpamenti comunali del 2007

Già comune autonomo che si estendeva per 3,69 km², il 1º gennaio 2007 è stato accorpato a quello di Hohenrain.

## Monumenti e luoghi d'interesse
- Cappella cattolica di San Wendelino, eretta nel 1594 e ristrutturata nel XVIII secolo[1];
- Rovine della fortezza di Nünegg, costruita nel XIII secolo[1].

## Società

### Evoluzione demografica
L'evoluzione demografica è riportata nella seguente tabella:
Abitanti censiti

## Economia
L'economia locale si basa prevalentemente sul settore primario.